# Raphael Zuber
Raphael Zuber (ur. 5 czerwca 1973 w Chur) – szwajcarski architekt.

## Biografia
Raphael Zuber studiował architekturę na Politechnice Federalnej w Zurychu do 2001 roku i praktykował pod kierunkiem Valerio Olgiati w Zurychu. Po ukończeniu studiów założył biuro architektoniczne w Chur. Zuber wykładał w Akademii Architektury Mendrisio, AHO Oslo, Politechnice Federalnej w Lozannie, ETH Zurich, Porto Academy i na Uniwersytet Cornella Ithaca. Raphael Zuber został zaproszony przez Alejandro Aravena na Biennale Architektury w Wenecji w 2016 roku.

## Dzieła

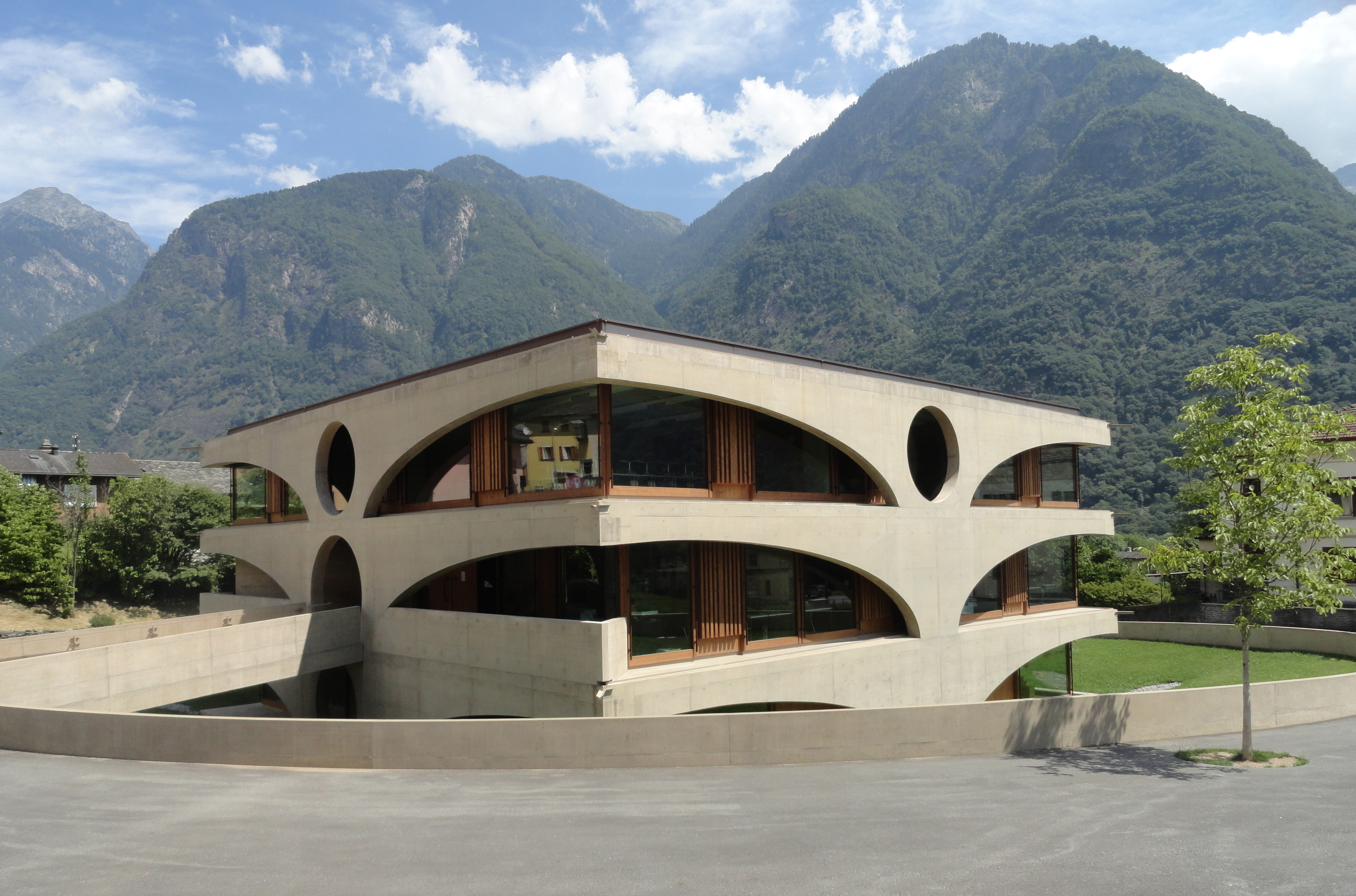
Dom szkolny Grono, Szwajcaria

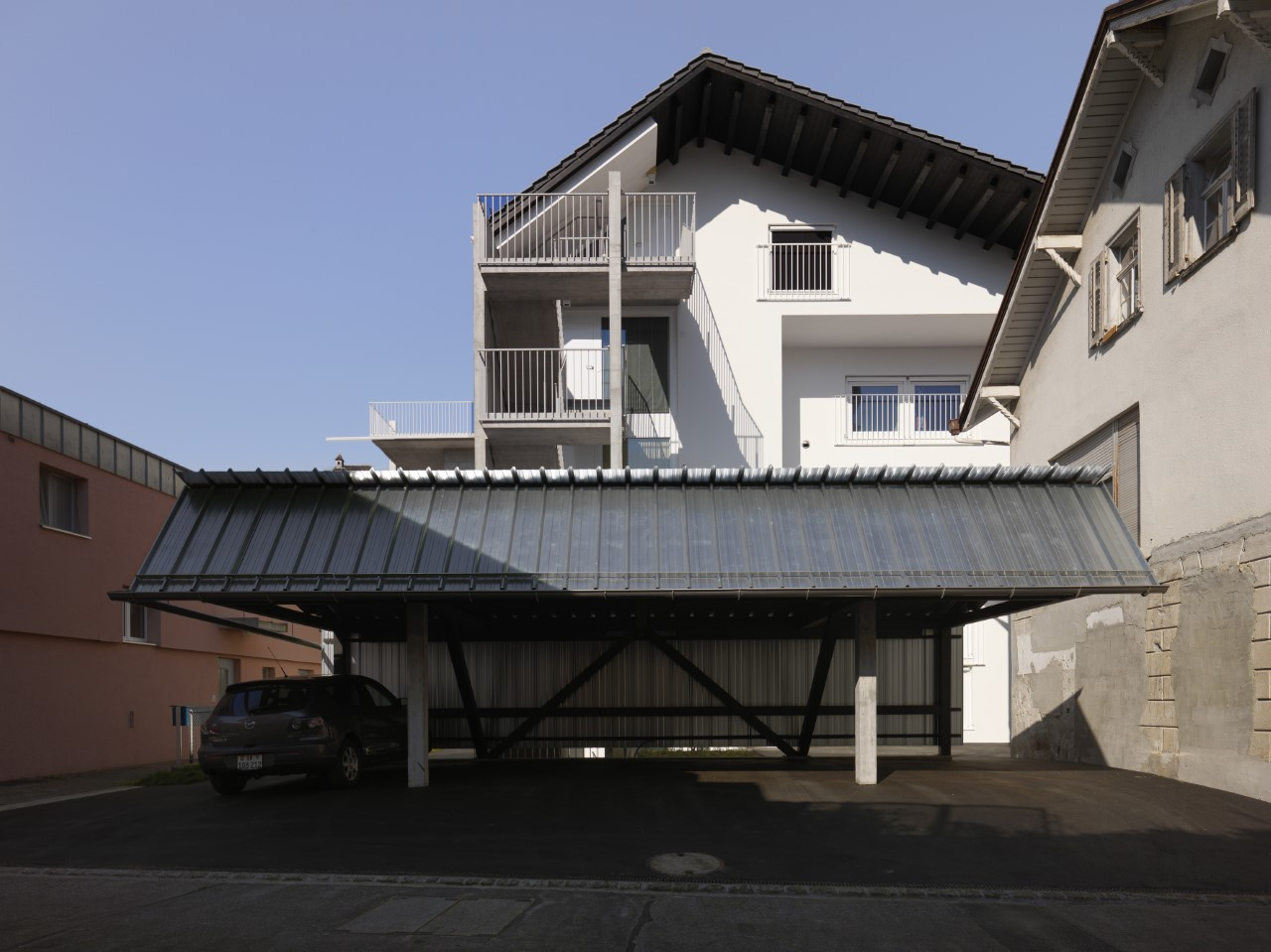
Blok mieszkalny, Domat/Ems, Szwajcaria

- 2007–2011: Dom szkolny Grono, Szwajcaria z Conzett Bronzini Gartmann oraz Maurus Schifferli[6][7][8]
- 2005–2016: Blok mieszkalny, Domat/Ems, Szwajcaria z Conzett Bronzini Gartmann
- 2014–2016: Inverted House, Hokkaidō, Japonia z Oslo School of Architecture and Design oraz Kengo Kuma oraz Associates[9][10]
- 2018–2024: House at the Black Sea, Rumunia z Laura Cristea
- 2018–2026: Kryty basenz Gossau, Szwajcaria z Ferrari Gartmann oraz Maurus Schifferli

## Projekty
- 1999: Dom mieszkalny z sześcioma pokojami, Paradeplatz-Zurych, Szwajcaria
- 2002: Potrójna sala gimnastyczna Sand, Chur, Szwajcaria z Helena Brobäck
- 2003: Muzeum Etnologiczne Neuchâtel, Szwajcaria z Helena Brobäck
- 2005: Budynek mieszkalny i magazynowy, Maienfeld, Szwajcaria
- 2010: Teatr Lyceum Alpinum Zuoz, Szwajcaria
- 2011: Budynek biurowy, Monte Carasso, Szwajcaria
- 2012: Kampus uniwersytecki SUPSI Mendrisio, Szwajcaria
- 2012: Sala Abdykacji, Steinhausen, Szwajcaria
- 2012: Dom szkolny Erlenmatt, Basel, Szwajcaria
- 2014: Dom weekendowy, Isla de Harris, Szkocja
- 2015: Mieszkania dla emerytów, Savognin, Szwajcaria
- 2015: Teatr miejski, Chur, Szwajcaria
- 2019: Rozbudowa budynku parlamentu regionalnego, Cluj, Rumunia[11]
- 2020: Przebudowa domu, Stuls, Szwajcaria
- 2023: Mamaia Seaside, Rumunia z Laura Cristea[12]

## Książki
- AMAG #29, Boltshauser Architekten/ Lillit Bollinger Studio/ Raphael Zuber, AMAG PUBLISHER, Matosinhos, Portugalia 2022; ISBN 978-989-53330-5-9
- Important Buildings. Szwajcarski Instytut w Rzymie, Kaleidoscope Press, Mediolan, Włochy 2010, ISBN 978-88-97185-01-7
- Important Buildings. A personal choice made by students with Raphael Zuber. Accademia di Architettura di Mendrisio, Szwajcaria, 2011 ISBN 978-3-033-02464-9
- Raphael Zuber – Four Projects. Pelinu Books, Bukareszt, Rumunia 2020 ISBN 978-973-0-29819-2